# 高岩ヨシヒロ
高岩 ヨシヒロ（たかいわ ヨシヒロ、1960年〈昭和35年〉 - ）は、日本の漫画家。新潟県佐渡市出身、東京都葛飾区在住。別ペンネームに高岩吉浩、星野かずみ。妻は漫画家の富田安紀子。

## 経歴
1978年、週刊少年ジャンプの月例賞応募作品『創世記』でデビュー。1981年、『ドタバタ時間旅行』で第22回手塚賞に佳作入選。
その後、『月刊少年ジャンプ』（集英社）を中心に『ラブラブYOUターン』『NBA STORY』などの作品を連載。また、『小説ジュニア』（集英社）での漫画作品やコバルト文庫の表紙・挿絵など少女向けの作品を描く際は、「星野かずみ」というペンネームを使用した。
1990年代頃からは集英社以外の出版社の雑誌にも進出。『ヤングチャンピオン』（秋田書店）に連載された松田優作の実録漫画『松田優作物語』は、前身である『風奔る』を含め、1997年から2002年までの長期間の連載作品となった。

## 作品リスト

### 漫画
- ラブラブYOUターン（月刊少年ジャンプ、集英社、全3巻）
- UNKNOWN（作：棟居仁、月刊少年ジャンプ、集英社、全2巻）
- NBA STORY（月刊少年ジャンプ、集英社、全5巻）
- HARD BEAT（ヤングテイオー、ぶんか社、全2巻）
- 風奔る（作：宮崎克、スピードコミック、宝島社、全1巻）
- 松田優作物語（作：宮崎克、ヤングチャンピオン、秋田書店、全7巻）※単行本は第0巻から第6巻までの7巻。後に竹書房より再版
- コミック版プロジェクトX（宙出版、全2巻）
- 深追い（作：横山秀夫、漫画サンデー、実業之日本社、全1巻）
- 保険Gメン（作：森内千晴、週刊漫画TIMES、芳文社、全1巻）
- イノセント 〜処刑天使〜（作：宮崎克、プレイコミック、秋田書店、全1巻）

### 表紙・挿絵
いずれも集英社のコバルト文庫で、「星野かずみ」名義。
- 雑居時代（著：氷室冴子）
- S・O・Sマイ・フレンド（著：田中雅美）
- スターは君だ!!（著：田中雅美）
- ハート 燃えて・・・（著：唯川恵）
- トライ アゲイン（著：波多野鷹）
- 恋するラグビー・ガール（著：水城昭彦）
- わたしの逆風野郎たち（著：園田英樹）
- キスミー!ミスター甲子園（著：水城昭彦）
- ゴールラインでだきしめて（著：水城昭彦）

## 師匠
- 秋本治